# 弘南鐵道
弘南鐵道股份有限公司（日语：／ Kōnan Tetsudō */?），簡稱弘南鐵道，是日本青森縣的一家鐵路公司，經營有大鰐線和弘南線兩條鐵路路線，總部位於青森縣平川市。該公司也曾經營有公車業務，但現在僅經營鐵路業務。現在弘南鐵道是日本最北端的私營電氣鐵路公司。該公司也是日本的普通鐵道事業者中唯一一個列車沒有冷氣的鐵路公司。

## 歷史
弘南鐵道最初仅运行弘南線，在1926年成立，1927年弘南線开始运营，1948年弘南線電氣化，是青森縣第一條電氣化的鐵路路線。1970年弘前电气铁道将大鰐線轉讓給弘南鐵道，1984年又接收了原國鐵黑石線，但黑石線造成公司大量亏损，在经过研究调查后，得出了“黑石线无法在离开自治体的支援下继续存在”的结论，于是在1998年将黑石线全线废除。
- 1926年：

- 2月18日： 鐵道省向弘南鐵道發起人發出鐵道許可證明（由中津輕郡和德村至南津輕郡尾上村）。
- 3月27日： 「弘南鐵道」正式成立。
- 12月8日： 弘南鐵道獲當時鐵道大臣許可，正式展開興建工程。

- 1927年9月7日：弘前站～津輕尾上站開業[5]。採用蒸氣火車頭牽引，每天提供6個來回班次[4]。
- 1931年6月24日：開展巴士業務
- 1941年4月17日：巴士業務分社化，稱為「弘前乘合自動車」（即「弘南巴士」前身）。
- 1948年7月1日：鐵道線全線電化（直流600V）。
- 1949年7月25日：「弘前電氣鐵道」成立。
- 1950年7月1日： 弘南鐵道津輕尾上站～弘南黑石站（即現時黑石站）開業。
- 1952年1月26日：弘前電氣鐵道大鰐站～中央弘前站開業。
- 1954年4月1日：弘南鐵道電壓提昇至750V。
- 1961年9月1日：弘南鐵道電壓再提昇至1500V。
- 1970年10月1日：弘前電氣鐵道把路線經營權轉讓予弘南鐵道，弘前電氣鐵道原路線改稱為「大鰐線」。
- 1984年11月1日：接收了原國鐵黑石線（川部站～黑石站）。
- 1998年4月1日：黑石線廢線。[1]
- 2008年：開設官方網站。
- 2009年8月1日：推出周末及假日期間與成人同行的兒童可享免費乘車的措施。
- 2017年：與水間鐵道推行合作計劃，在各自的列車塗上對方列車的代表顏色[6][7]。
- 2019年4月14日： 由于枕木老化大鰐線发生脱轨事故[8]。
- 2021年1月：弘南鐵道与沿线地方政府达成支援计划，以维持弘南鐵道路线的持续运营。[9]
- 2023年：
  - 8月6日：大鰐線又因为轨条磨损发生脱轨事故[10]，导致大鰐線运休。
  - 8月23日：大鰐線恢复运营，但事故路段限速25公里/小时。[11]
  - 9月25日：弘南線因发现轨条异常，而停止运营，大鰐線连带再次停止运营。[12]
  - 11月7日：弘南線全线恢复运行。[13]
  - 12月8日：大鰐線全线恢复运营。[14]
- 2024年1月23日：国土交通省针对大鰐線脱轨事故，要求弘南鐵道提出改善措置。[15]

## 路線

弘南鐵道路线图

### 运营中路线
| 記號 | 中文線名 | 日文線名 | 起點 | 終點     | 距離（公里） |
| ---- | -------- | -------- | ---- | -------- | ------------ |
|      | 弘南線   |          | 弘前 | 黑石     | 16.8         |
|      | 大鰐線   |          | 大鰐 | 中央弘前 | 13.9         |

### 废线
| 中文線名 | 日文線名 | 起點 | 終點 | 距離（公里） |
| -------- | -------- | ---- | ---- | ------------ |
| 黑石線   |          | 川部 | 黑石 | 6.2          |

## 车辆

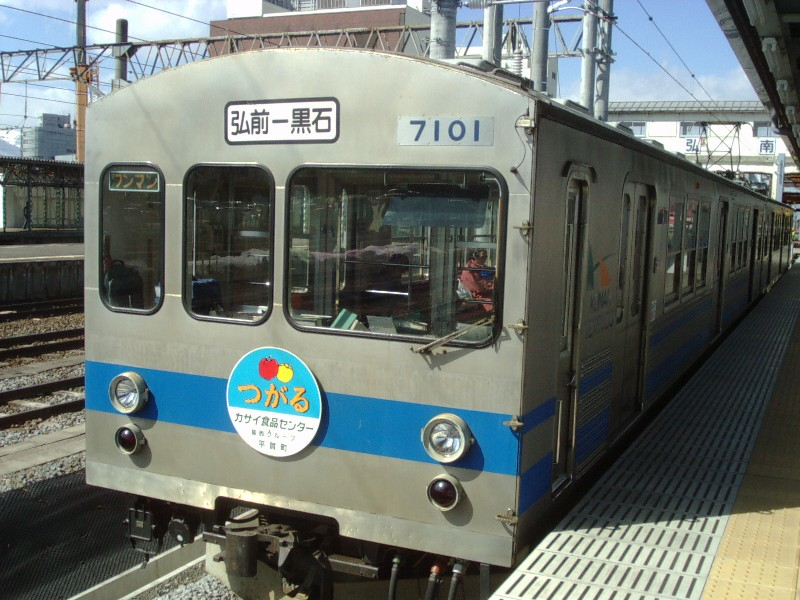
弘南铁道7000系（2006年）
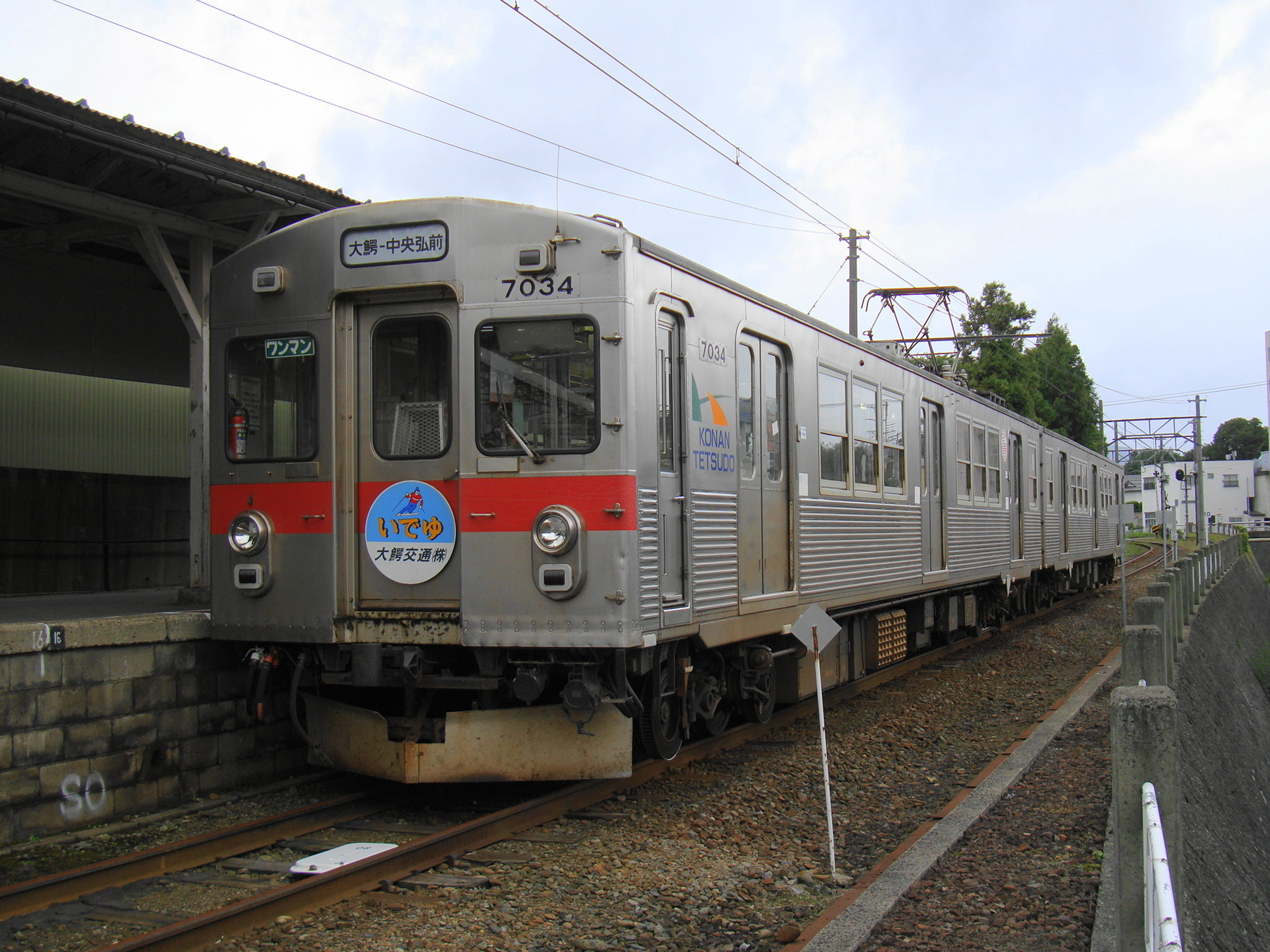
7000系（2010年9月）
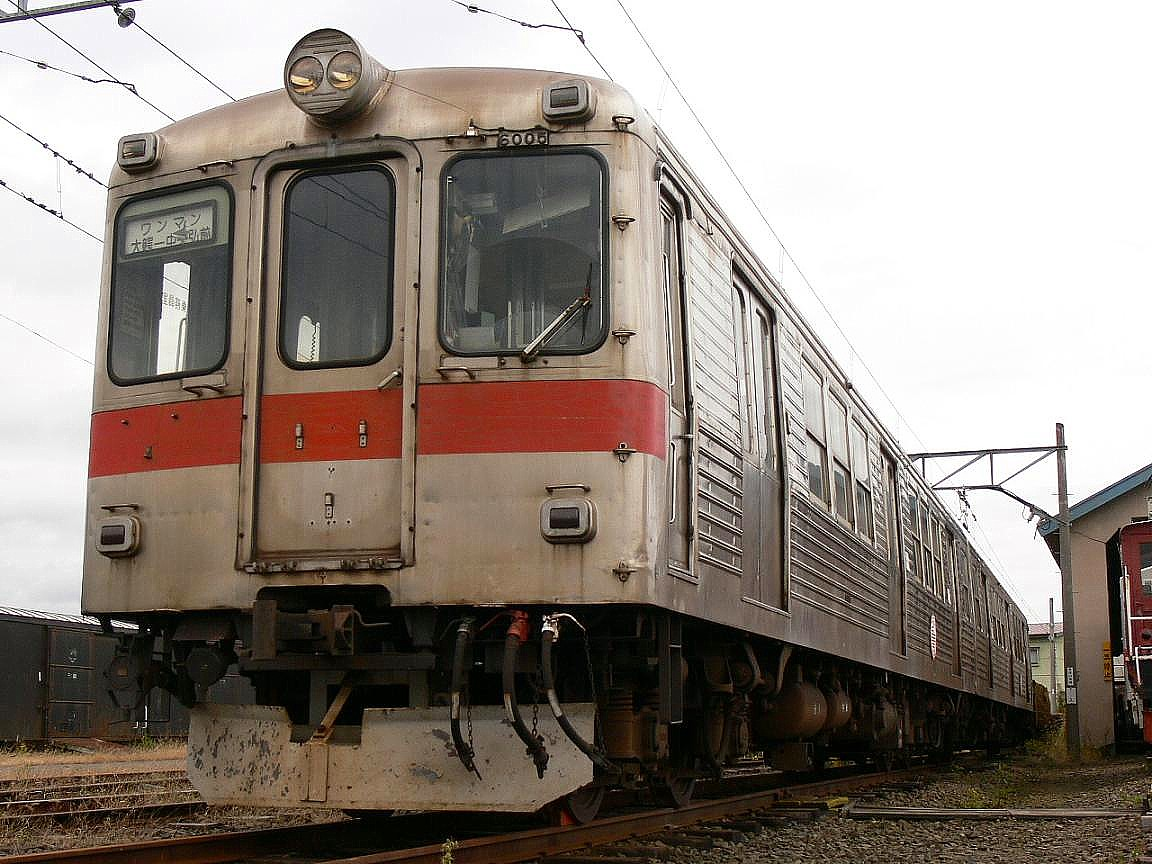
大鰐線6000系（2006年）

目前弘南鐵道所有路线都使用弘南铁道7000系电力动车组运转，该车原本是东急电铁所属的初代東急7000系電車，于1962~1966年间制造，1988年引入弘南鐵道。在7000系之前曾使用同样是东急转让的初代東急6000系電車 (使用至2014年)、南海电铁的南海1521系電聯車，和東急3600系電聯車等列车。

## 車費
以下是大人普通旅客的車費計算方法（小童半價，整合至10円，2019年10月1日起生效）。
| 里程        | 車費（円） |
| ----------- | ---------- |
| 最初1 - 2km | 210        |
| 3           | 270        |
| 4           | 300        |
| 5           | 330        |
| 6           | 350        |
| 7           | 370        |
| 8           | 380        |
| 9           | 390        |
| 10          | 400        |
| 11          | 410        |
| 12          | 420        |
| 13          | 430        |
| 14          | 440        |
| 15          | 450        |
| 16          | 460        |
| 17          | 470        |

## 外部連結
- 弘南鐵道公式網站 （页面存档备份，存于）
- 弘南鐵道公式的X（前Twitter）
- 弘南鐵道有關 PROJECT7000的X（前Twitter）